# Hversu Noregr byggðist
Lo Hversu Noregr byggðist (che in norreno significa "Come la Norvegia fu popolata"), che ci è giunto solo nel Flateyjarbók, è un'opera sulle origini delle varie famiglie leggendarie norvegesi. Esso traccia la discendenza dell'antichissimo re finlandese Fornjót fino a Nór, il primo grande re e l'eponimo della Norvegia, e poi fornisce dettagli della discendenza di Nór (e di suo fratello Gór) in una sezione successiva nota come Ættartolur ("Genealogie").
Il racconto dello Hversu è vicino a quello della Saga degli uomini delle Orcadi, che dà una versione leggermente differente della vicenda e fornisce dettagli solo della discendenza di Gór, includendo informazioni non presenti nello Hversu o nell'Ættartolur. Quest'altra fonte è chiamata talvolta Fundinn Noregr ("Fondazione della Norvegia").
Molto del materiale in queste due fonti non si trova altrove, specialmente la discendenza di molte famiglie nobili dalla razza dei giganti anziché dal dio Odino, che è la tendenza principale.
Le genealogie dicono anche che molte famiglie eroiche famose nella tradizione scandinava ma non norvegesi avevano capostipiti norvegesi, per la maggior parte nati dal pronipote di Nór, Halfdan il Vecchio. Quasi tutti i lignaggi che hanno origine in Halfdan sembrano convergere poi nella persona di Harald Bellachioma, primo re di tutta la Norvegia. Dove le informazioni sono comparabili con quelle di altre fonti, talvolta ci sono conferme, talvolta contraddizioni, come ci si poteva aspettare. Ci sono anche minuscole discrepanze con l'Ættartolur. Incluso è anche il materiale sulla genealogia degli Skjöldung e degli Ynglingar danesi fino ad Harald Bellachioma, inclusa la pretesa discendenza di Harald da Adamo.
L'Ættartolur termina con l'albero genealogico dei discendenti di Harald fino ad Olaf IV di Norvegia con l'affermazione che il racconto fu scritto nel 1387, una lista di re della Norvegia da Olaf fino a Harald Bellachioma, e una menzione dell'ascensione di Margherita, madre di Olaf, a sovrana della Norvegia.